# Stephan Ambrosius
Stephan Kofi Ambrosius (ur. 18 grudnia 1998 w Hamburgu) – ghański piłkarz niemieckiego pochodzenia, występujący na pozycji obrońcy w szwajcarskim klubie FC Sankt Gallen oraz w reprezentacji Ghany. Młodzieżowy reprezentant Niemiec. 